# Dioscorea abyssinica
Діоскорея абіссінська (Dioscorea abyssinica) — трав'яниста ліана з роду Dioscorea, що походить з кількох країн Центральної Африки, включаючи Бенін, Буркіна-Фасо, Центральноафриканську Республіку, Еритрею, Ефіопію, Гану, Кот-д'Івуар, Ліберію, Малі, Нігерію, Сенегал і Судан.  Крохмалисті бульби рослини їстівні, їх збирають у природі або культивують; однак їх важко отримати через глибину, на якій вони ростуть у ґрунті. Розмножується насінням. 